# Casa de Tócame Roque

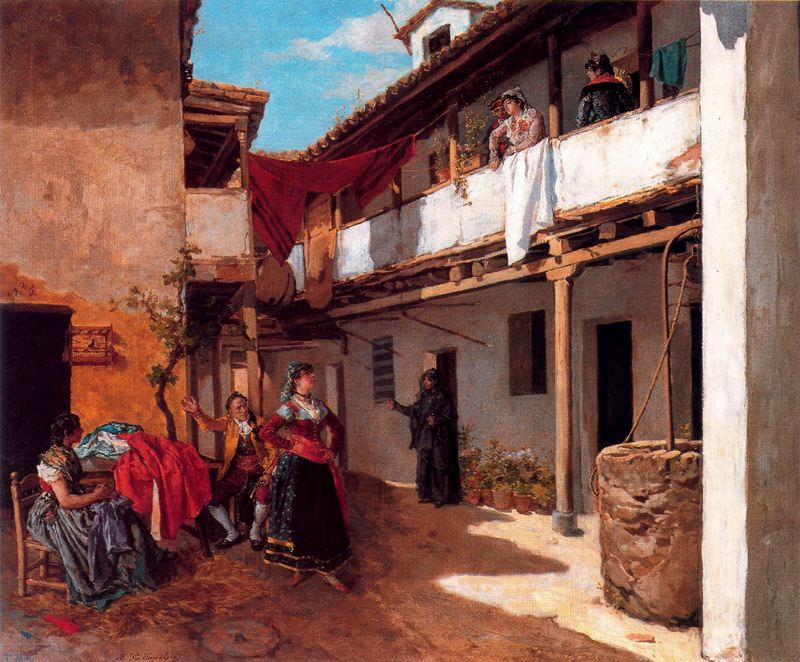
La casa de tócame Roque, imaginada por Manuel García Hispaleto.

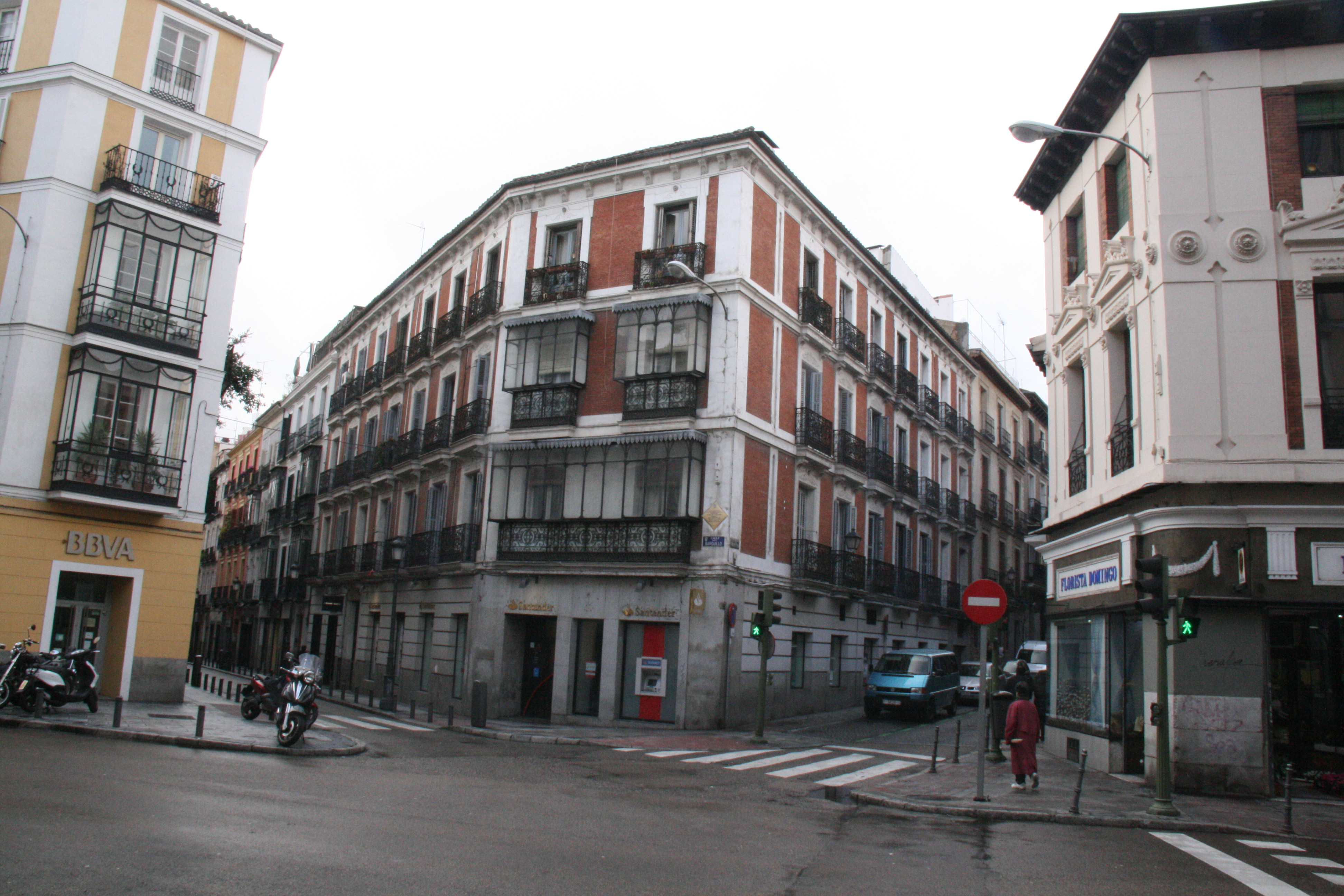
Calle de Barquillo con calle de Belén, Madrid. En este lugar se ubicaba la casa de Tócame Roque.

La casa de Tócame Roque fue una legendaria vivienda madrileña, populosa, destartalada y jaranera, situada al final de la calle de Barquillo, en el barrio de Justicia. Llegó a hacerse tan popular en el siglo XIX, que inspiró varias piezas del teatro musical más castizo y quedó inmortalizada en la literatura, la pintura y el refranero.

## Historia
La noticia legendaria que llegó hasta el siglo XIX, habla de una corrala en pleno barrio chispero de Madrid, habitada por 72 familias entre habituales riñas y escándalos. Albergaba también en los bajos del edificio un conjunto de acreditadas herrerías en las que trabajaban setenta oficiales de fragua. El impago de alquileres llevó a los propietarios a solicitar su derribo hacia 1850. Los vecinos se acuartelaron y los trámites se eternizaron. Hay noticia de que cada dos meses se desahuciaba a una familia. En ese proceso surgió un litigio entre dos hermanos: Juan y Roque, antiguos propietarios. La eterna y fraternal disputa por la herencia que al estar mal redactada, no dejaba claro quién de los dos hermanos era finalmente el afortunado, hizo popular el diálogo: «tócame a mí», contestándole el otro, «no, tócame a mí». Los dramaturgos y saineteros que popularizaron el conflicto cierran la leyenda con una gran trifulca entre los vecinos y el ayuntamiento.

## Popularidad
El primero en recoger el asunto fue el dramaturgo Don Ramón de la Cruz, en un sainete publicado en 1791 y titulado: La Petra y la Juana, o El Casero Prudente, o La Casa de Tócame Roque. También fue motivo para la composición en 1877 de la obra de Ramón Ortega y Frías, llamada La Casa de Tócame Roque, o Un Crimen Misterioso, obra que a su vez inspiró a Javier Santero el libreto de la Casa de Tócame Roque (1900). El Museo del Prado guarda una representación de la casa según inspiración del pintor Manuel García Hispaleto.

### En la literatura
La casa de tócame Roque, real o ficticia, aparece en varios escritos de Benito Pérez Galdós. Así, por ejemplo, en el libro Napoleón en Chamartín de la primera serie de los episodios nacionales, donde la casa es residencia de varios de sus protagonistas, es presentada así por el escritor canario:

"La casa... era de esas que pueden llamarse mapa universal del género humano por ser un edificio compuesto de corredores, donde tenían su puerta numerada multitud de habitaciones pequeñas, para familias pobres. A esto llamaban casas de Tócame Roque, no sé por qué".
 Benito Pérez Galdós

Aparece también en La Tribuna de Emilia Pardo Bazán, en efecto en el capítulo XXXV compara el estado español tras la abdicación de Amadeo I a la casa de Tócame Roque. 

“No era cosa de provocar enojo del pueblo en el estado actual de España, que parecía ya la casa de Tócame Roque. Nadie se entendía […]”
 Emilia Pardo Bazán

### En el lenguaje
Su popularidad acuñó varias expresiones o dichos castizos del tipo «ser como la casa de tócame Roque», en el sentido de ser un lugar, hogar o familia bulliciosos y jaraneros, con frecuentes fiestas, voces, alborotos y riñas.